# Iljuschin Il-22
Die Iljuschin Il-22 (russisch Ильюшин Ил-22, NATO-Codename „Type 10“) war einer der ersten sowjetischen Bomber mit Strahlantrieb.

## Entwicklung
Von dieser Maschine entstand nur ein Erprobungsexemplar. Grundlage war das Projekt des nie verwirklichten deutschen Bombers Heinkel He 343. Bei der Eroberung Wiens zum Ende des Zweiten Weltkrieges hatte die Rote Armee in den Heinkel-Werken Wien-Schwechat technische Dokumentationen erbeutet. Auf Grundlage dieser in mehreren Varianten bearbeiteten deutschen Überlegungen konzipierte das OKB von Sergei Iljuschin ab 1946 die sehr nahe an den deutschen Gestaltungsgrundlagen orientierte Il-22 als Parallelentwurf zur Tu-12. Für die Entwicklung der dazugehörigen TR-1-Strahltriebwerke zeichnete Archip Ljulka verantwortlich.
Das Modell war im Spätfrühling 1947 fertiggestellt, am 24. (27.?) Juli flog es erstmals. Die Erprobung lag in den Händen der Brüder Konstantin und Wladimir Kokkinaki.
Die Il-22 verfügte über Druckkabinen sowie je einen bemannten Waffenstand im Rumpfheck sowie -rücken. Ausgelegt war sie als Schulterdecker in Ganzmetall-Halbschalenbauweise mit kreisrundem Rumpfquerschnitt. Die Tragflächen waren zweiholmig, das Leitwerk freitragend und in Normalbauweise ausgeführt. Das Fahrwerk konnte in den Rumpf eingefahren werden.
Schon am 3. August 1947 stellte man während einer Luftparade den Typ in Tuschino der Öffentlichkeit vor, um die Leistungsfähigkeit der sowjetischen Luftfahrtindustrie zu demonstrieren. Gebaut wurde die etwas untermotorisierte Il-22 trotzdem nicht und das Testprogramm wurde am 22. September 1947 eingestellt. Auch das TR-1 erreichte nicht die Serienreife. Die gewonnenen Erkenntnisse, insbesondere der Aufbau der Tragflächen, flossen jedoch in die Konstruktion der Il-28 ein. Allerdings wurden noch Versuche mit angebauten Feststoffraketen zur Verkürzung der Startstrecke durchgeführt. Es entstand noch ein Nachfolgeentwurf unter der Bezeichnung Il-24, bei dem je zwei Triebwerke in Gondeln an Pylonen zusammengefasst waren. Realisiert wurde das Projekt nicht.

## Technische Daten

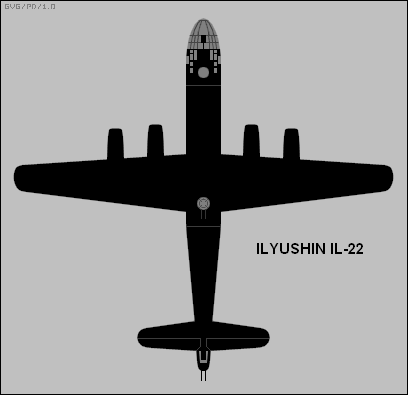
Zeichnung der Il-22

| Kenngröße             | Daten                                            |
| --------------------- | ------------------------------------------------ |
| Hersteller            | OKB Iljuschin                                    |
| Baujahr(e)            | 1947                                             |
| Besatzung             | 5                                                |
| Länge                 | 21,05 m                                          |
| Spannweite            | 23,06 m                                          |
| Höhe                  | 7,40 m                                           |
| Flügelfläche          | 74,50 m²                                         |
| Flügelstreckung       | 7,1                                              |
| Leermasse             | 14.950 kg                                        |
| Startmasse            | normal 20.000 kg maximal 24.000 kg               |
| Antrieb               | vier Ljulka TR-1                                 |
| Leistung              | je 1.300 kp                                      |
| Höchstgeschwindigkeit | 656,5 km/h in Bodennähe 718 km/h in 7.000 m Höhe |
| Steiggeschwindigkeit  | 582 m/min                                        |
| Dienstgipfelhöhe      | 11.000 m                                         |
| Reichweite            | 865 km                                           |
| Flugdauer             | 1,4 h                                            |
| Bewaffnung            | vier 23-mm-MK NS-23 2.000–3.000 kg Bomben        |

## Andere Muster
Die Bezeichnung IL-22 bzw. IL-22M wurde vom OKB Iljuschin später an eine militärische ELINT-Version der IL-18 nochmals vergeben. Weiterhin erhielt eine zum fliegenden Kommandostand umgebaute IL-18-Variante das Kürzel IL-24. Sie haben zu dem hier beschriebenen Bombenflugzeug keinerlei Bezug.